# Musacevo, Sofia
Musacevo (în bulgară Мусачево) este un sat în comuna Elin Pelin, regiunea Sofia,  Bulgaria. 

## Demografie
Componența etnică a satului Musacevo
     Bulgari (65,74%)
     Nicio identificare (33,98%)
     Altele (0,26%)
La recensământul din 2011, populația satului Musacevo era de 1.121 locuitori. Din punct de vedere etnic, majoritatea locuitorilor (65,74%) erau bulgari. Pentru 33,98% din locuitori nu este cunoscută apartenența etnică.